# Copa del Mundo de Ciclismo de 1992
La Copa del Mundo de Ciclismo en el año 1992 tuvo los siguientes resultados:

## Calendario
| Carrera                     | Fecha         | Vencedor                | Equipo del vencedor    |
| --------------------------- | ------------- | ----------------------- | ---------------------- |
| Milán-San Remo              | 21 de marzo   | Sean Kelly              | Festina Lotus          |
| Tour de Flandes             | 5 de abril    | Jacky Durand            | Castorama              |
| París-Roubaix               | 12 de abril   | Gilbert Duclos-Lassalle | Z                      |
| Lieja-Bastoña-Lieja         | 19 de abril   | Dirk De Wolf            | Gatorade-Château d'Ax  |
| Amstel Gold Race            | 25 de abril   | Olaf Ludwig             | Panasonic              |
| Clásica de San Sebastián    | 8 de agosto   | Raúl Alcalá             | PDM                    |
| Wincanton Classic           | 16 de agosto  | Massimo Ghirotto        | Carrera Jeans-Vagabond |
| G. P. Zúrich                | 23 de agosto  | Viatcheslav Ekimov      | Panasonic              |
| G. P. Teleglobe             | 4 de octubre  | Federico Echave         | CLAS-Cajastur          |
| París-Tours                 | 11 de octubre | Hendrik Redant          | Lotto                  |
| Giro de Lombardía           | 17 de octubre | Tony Rominger           | CLAS-Cajastur          |
| Gran Premio de las Naciones | 24 de octubre | Johan Bruyneel          | ONCE                   |

## Clasificaciones finales

### Clasificación individual
| Posición | Corredor                | Equipo                 | Puntos |
| -------- | ----------------------- | ---------------------- | ------ |
|          | Olaf Ludwig             | Panasonic              | 144    |
| 2        | Tony Rominger           | CLAS-Cajastur          | 118    |
| 3        | Davide Cassani          | Ariostea               | 108    |
| 4        | Raúl Alcalá             | PDM                    | 92     |
| 5        | Laurent Jalabert        | ONCE                   | 91     |
| 6        | Viatcheslav Ekimov      | Panasonic              | 90     |
| 7        | Claudio Chiappucci      | Carrera Jeans-Vagabond | 90     |
| 8        | Johan Museeuw           | Lotto                  | 74     |
| 9        | Jacky Durand            | Castorama              | 66     |
| 10       | Gilbert Duclos-Lassalle | Z                      | 64     |

### Clasificación por equipos
| Posición | Equipo    | Puntos |
| -------- | --------- | ------ |
| 1        | Panasonic | 68     |
| 2        | Buckler   | 67     |
| 3        | Ariostea  | 61     |